# سرالونجا دی کرئا
سرالونجا دی کرئا (به ایتالیایی: Serralunga di Crea) یک کومونه در ایتالیا است که در استان آلساندریا واقع شده‌است. سرالونجا دی کرئا ۸٫۷۹ کیلومتر مربع مساحت و ۵۹۱ نفر جمعیت دارد و ۲۴۰ متر بالاتر از سطح دریا واقع شده‌است.